# Fauldhouse
Fauldhouse är en ort i Storbritannien.   Den ligger i kommunen West Lothian och riksdelen Skottland, i den centrala delen av landet, 500 km nordväst om huvudstaden London. Fauldhouse ligger 230 meter över havet och antalet invånare är 4 610.
Terrängen runt Fauldhouse är platt, och sluttar norrut. Runt Fauldhouse är det ganska tätbefolkat, med 60 invånare per kvadratkilometer. Närmaste större samhälle är Livingston, 14,2 km nordost om Fauldhouse. Trakten runt Fauldhouse består i huvudsak av gräsmarker.